# HD154187
HD154187 — хімічно пекулярна зоря спектрального класу
A0 й має видиму зоряну величину в смузі V приблизно  9,1.

## Пекулярний хімічний склад
Зоряна атмосфера HD154187 має підвищений вміст 
Si
.